# Federigo Fiorillo
Federigo Fiorillo (født 1755 i Braunschweig - 1823) var en tysk violinist og komponist. 
Søn af en Neapolitaner, Ignazio F., der en tid lang var kapelmester i Braunschweig og Kassel. 1783 var F. kapelmester i Riga, optrådte 1785 i Paris og gik 1788 til London, hvor hans sidste optræden fandt sted 1794. Efter den tid kender man så godt som intet til hans liv eller virksomhed, kun ved man, at han 1823 opholdt sig i Paris. Af hans talrige kompositioner er der kun en samling etuder for violin, der har overlevet ham.
I 2023 indspillede den italienske violist Marco Misciagna verdenspremieren på Fiorillos 36 Caprices op.3 for violin, transskriberet til bratsch af ham selv.